# Ford Focus
Focus je kompaktni automobil niže srednje klase, dostupan kao hatchback s tri ili pet vrata, limuzina, karavan i CC, a proizvodi ga i prodaje marka Ford.
Prva generacija Focusa u Europi počela se prodavati 1998. godine kao nasljednik popularnog Escorta, a naročito je bila popularna u Velikoj Britaniji. Godine 1999. Focus se pojavio i na sjevernoameričkom tržištu, a u sljedeće dvije godine bio je najprodavaniji automobil na svijetu. 
Na salonu automobila u Parizu 2004. Ford je predstavio potpuno novu drugu generaciju (Mk 2) za tržište Europe, dok je u SAD-u početkom iste godine na NAIAS-u u Detroitu predstavljena obnovljena izvedba za sjevernoameričko tržište, s prednjim dijelom dizajniranim po uzoru na europski Mondeo. Druga generacija je doživjela face-lifting u 2008.
Treća generacija (Mk 3) predstavljena je na detroitskoj auto izložbi u siječnju 2010. godine.
Focus je i u Europi i u Americi dobio brojne nagrade, njih više od 60, uključujući i 13 proglašenja automobilom godine, a od 2000. do 2004. godine bio je i na pet uzastopnih popisa deset najboljih automobila na tržištu, koje objavljuje američki časopis Car and Driver. Do sada je prodan u preko 10 milijuna primjeraka.
Ford Focus je jedan od rijetkih automobila koji je u svakoj novoj generaciji dolazio s potpuno novom platformom.
Ford Focus, odnosno njegova modificirana trkaća izvedba, je 2006. i 2007. godine bio najuspješniji automobil Svjetskog prvenstva u reliju. Focus je u reliju od 1999. godine, a vozili su ga Colin McRae, Carlos Sainz i Marcus Grönholm.
Focusa WRC će naslijediti Fiesta WRC.

## Prva generacija Ford Focusa
Prva generacija je započela ravnopravnu bitku s glavnim rivalom, VW Golfom. S obzirom na nov izgled Ford je do 2002. godine uz Focus prodavao i Escort. Glavna vrlina Focusa je upravljivost koju nitko ne može nadmašiti u klasi. Focus je napravljen na novoj platfromi koju dijeli samo s Ford Transitom Connect. Premda je Focus donio mnogo svježine u klasi golf je još uvijek bio na vrhu najviše zbog kvalitete materijala, završne obrade, udobnosti te naravno ugleda. 2001. godine napravljen je facelift koji je donio novi prednji odbojnik, opcionalni Xenon svjetla, 6-dics CD changer, navigacijski system, nove boje i još neke detalje. 

Za razliku od Escorta koji je bio klasičan automobil bez nekog izričaja i prepoznatljivosti Ford je s Focusom krenuo u svoj New Edge program dizajna ali i još važnijih stvari. Fordov odjel za dinamiku osnovan 1993. godine je već počeo djelovati na Escortu i tada novom Mondeu no prijelaz s ere stražnjeg pogona sa Scorpia, Sierra-e i ostalih nije imao nikakav učinak u poboljšanju firminog ugleda. S novim Focusom Ford je krenuo u novu eru. Osim novog stylinga od prve generacije Focusa Ford je dobio ugled proizvođača automobila fantastičnih voznih svojstava. Sve je počelo novom C170 platformom koja je predstavila Fordov Control blade stražnji neovisni ovjes koji je pružao daleko bolja vozna svojstva nego tadašnji rivali poput Astre i Golfa koji su koristili polukrutu osovinu. Do kraja 2001. godine Focus se prodao u preko 900000 primjeraka što je bio dobar znak i predstavljanje novih sportskih modela.

### Control Blade ovjes i šasija
Ford je s novim Focusom i C170 platformom predstavio praktički revoluciju u C segmentu vozila. Do 1998 godine stražnji nezavisni ovjes su koristili automobili poput BMW-a serije 3, no Ford je napravio svoju verziju koja je dinamičnija, jeftinija i manja što pridonosi smanjenju troškova i većim prtljažnikom. Control Blade je neovisan ovjes takvi se nazivaju Multi-link, no ono što čini Fordov Control Blade drugačijim je njegova konfiguracija. On odvaja amortizer od opruga i koristi trailing-arm tip ovjesa., ovaj ovjes je Ford razvio iz prve generacije Ford Mondea karavan. Osim ovjesa Fordov tim je mnogo truda uložio u još jednu vrlo važnu stvar za dobru upravljivost - šasiju. Mnoga testiranja su napravljena da bi Focus bio revolucionaran.

### Euro NCAP rezultati
Focus je dobio solidnih 4 zvjezdice i 25 bodova za zaštitu putnika te 2 zvjezdice i 10 bodova za zaštitu pješaka što je prema Euro NCAP-u neadekvantno. U vrijeme testiranja Focus je bio opremljen samo prednjim zračnim jastucima jer su bočni bili dodatna oprema.

### Motori
1,4/1,6 Sigma

Službeno su se motori nazivali Zetec-SE, no svejedno se radi o kodnom imenu Sigma. 1,4 je predstavljen 1995. godine dok je 1,6 predstavljen 1998. godine. Motori su aluminijski i teže 79 kg u 1,4 te 81 kg u 1,6 izvedbi.
1,8/2,0 Zeta

Zeta motori su napravljeni u kasnim 80-tima. Verzije u Focusu su nadograđene i imale su DOHC konfiguraciju i 16 ventila te 2 zupčasta remena. 1,8 teži 116 kg a 2,0 118 kg.
2,0 Duratec ST / RS

ST170 koristi tunirani Zeta atmnosferski 2,0 motor snage 170 ks dok RS koristi isti ali turbo motor snage 212 ks.
1,8 Endura

Prvi Focus je imao samo 1,8 dizelski motor u ponudi. Endura se ugrađuje u Ford automobile još od 1980. godine a nadograđena je 1998. za Focus i nazivala se TDDi. Ima 8 ventila, turbo, intercooler a common-rail tehnologiju je dobio krajem 2001. duratorq TDCi.

### Specifikacije
| Motor          | Mjenjač | Snaga (KS) | Okr. moment (Nm) | Grad | Cesta | Kombinirano | Max. brzina | 0-100 km/h u sek. |
| -------------- | ------- | ---------- | ---------------- | ---- | ----- | ----------- | ----------- | ----------------- |
| 1,4 L Zetec-SE | 5M      | 75         | 123              | 8,8  | 5,4   | 6,6         | 171         | 14,1              |
| 1,6 L Zetec-SE | 5M/4A   | 100        | 145              | 9,4  | 5,4   | 6,8         | 185         | 10,9/11,8         |
| 1,8 L Zeta     | 5M      | 115        | 160              | 10,3 | 6,0   | 7,6         | 198         | 10,2              |
| 2,0 L Zeta     | 5M/4A   | 130        | 178              | 11,4 | 6,8   | 8,5         | 201         | 9,2/10,3          |
| 1,8 L Endura   | 5M      | 75         | 175              | 7,1  | 4,3   | 5,3         | 180         | 13,0              |
| 1.8 L Endura   | 5M      | 90         | 200              | 7,2  | 4,4   | 5,4         | 185         | 12,2              |
| 1.8 duratorq   | 5M      | 115        | 250              | 7,2  | 4,5   | 5,4         | 196         | 10,6              |

### Mjenjači
| Ručni mjenjači                                            | Automatski mjenjači                       |
| --------------------------------------------------------- | ----------------------------------------- |
| Ford IB5 5 stupnjeva (1,4/1,6/1,8 benzinci)               | Ford 4F27E 4 stupnjeva (1,6/2,0 benzinci) |
| Getrag MT285 (Focus ST170)                                |                                           |
| Ford MTX-75 5 stupnjeva (1,8 dizel, 2,0 benzin, Focus RS) |                                           |

Ford IB5 ručni mjenjač je predstavljen 1998. godine u prvoj generaciji Focusa. Mjenjač nema sinkron za hod unatrag što ponekad stvara probleme. Platforma ovog mjenjača je IB4 mjenjač predstavljen u Fiesti 1976. godine.
Ford MTX-75 mjenjač je namijenjen jačim motorima, teži 50 kg.
Ford 4F27E mjenjač je napravljen u suradnji Forda i Mazde 2000. godine i Potpuno je elektronski.
Getrag MT285 se koristio u ST170 izvedbi focusa. Kvačilo je hidrauličko,teži 45,5 kg i sve su brzine sinkronizirane. Mjenjač je namijenjen ne većoj snazi od 200 Nm.

### Varijante
Focus ST

ST170 razvija iz dvolitrenog atmnosferskog motora 170 ks na 7000 o/min i 195 Nm od 2500 o/min. Do 100 km/h je ubrzavao za 8,2 sekunde a maksimalna brzina je 215 km/h. Dimenzije niskoprofilnih guma su 215/45/R17. Nadograđeni 2,0 motor snage 130 ks, za ST model i njegovih 170 ks, dobio je nove aluminijske cilindre s velikim propustom zraka i većim usisom te ispuhom, promjenjive ventile, veću kompresiju i još neke preinake.
Focus RS

RS se proizvodio od 2002. do 2003. godine. Proizvedeno ih je oko 4500 komada, razlikovao se od ostalih focusa po prednjem braniku, plavoj boji, 18' felgama i još ponekim detaljom. 2,0 L Turbo motor je do 100 km/h ubrzavao za 6,4 sekunde a a prednji differencijal je omogućavao velike brzine u zavojima.

## Druga generacija Ford Focusa
Druga generacija je na tržište došla 2004. godine. Donijela je nove benzinske i 1,6/2,0 dizelske motore. Osim motora nova je i platforma koja se dijeli s Mazdom 3, Volvom C30/S40 i Ford C-MAX-om. 2008 godine Ford je napravio facelift s kojim je došao i novi Powershift mjenjač s dvije spojke. Focus druge generacije je najbolji vozački auto u klasi i hvaljen je u mnogim recenzijama, bez obzira radilo se o običnoj verziji s 15' čeličnim felgama ili ST modelu, odaziv šasije i volana je savršen. U odnosu na prethodnika ovaj Focus je bio kritiziran zbog izgleda ali i nekvalitetne plastike korištene u unutrašnjosti.
Osim klasičnih 3/5,limuzina,karavan inačica focus druge generacije se pravio kao Coupe-Convertible model. Focus druge generacije nije bio dostupan u Sjevernoj americi.
Najpoznatiji focus druge generacije je RS model koji je pokretan 2,5 L Duratec motorom (izvorni Volvo motor) koji razvija 305 KS i prenosi ih na prednju osovinu.
A najjači model je RS500, limitiran model praktički jednak RS-u samo motor je nadograđen na 350 KS.

### Control Blade ovjes i šasija
Nakon prve generacije konkurenti poput Astre i Golfa su mnogo napredovali pa je Ford za drugu generaciju napravio potpuno novu C1 plaftormu koja je donijela mnogo mjesta u unutrašnjosti i veće dimenzije vozila. Novi Focus je 167 mm duži 140 mm širi i 7 mm viši, a u prosjeku je teži sedamdesetak kilograma. Control Blade ovjes je nadograđen kao i prednji McPherson a šasija je potpuno nova. Druga generacija Focus je poboljšala upravljivost te je bila komodnija i udobnija od prve generacije. Za razliku od C170 platforme C1 platforma je napravljena u mislima na cijelu Ford grupu vozila. Tako je iz Mazde došao potpuno novi model Mazda 3, a Volvo je na C1 arhitekturi napravio Volvo C30, C70, S40, V50 modele. A Ford je osim Focusa napravio i monovolumen Ford C-Max i crossover SUV Ford Kuga-u.

### Euro NCAP rezultati
U vrijeme testiranja Focus je bio najsigurniji auto u klasi, osvojio je 5 zvjezdica i 35 bodova za sigurnost putnika. 4 zvjezdice i 40 bodova za sigurnost djece i 2 zvjezdice te 15 bodova za zaštitu pješaka. U bočnom udaru automobil je bio vrlo impresivan a u prednjm udaru skoro je osvojio maksimalan broj bodova.

### Motori
1,4/1,6 Sigma

Službeno su se motori nazivali Duratec u odnosu na Zetec-SE u prvoj generaciji, no svejedno se radi o kodnom imenu Sigma. Sigma u drugoj generaciji je mnogo nadograđena, premda 1,4 je samo 5 ks jači a 1,6 ima istih 100 ks motori su prilagođeni novoj šasiji i dobili su nekoliko Nm okretnog momenta. Oba motora imaju zupčasti remen i 16 ventila te EFI sustav ubrizgavanja goriva. Težina motora je 90 kg u oba volumena što je pohvalno u okukama jer smanjuje podupravljanje. U mnogim testovima 1,4 motor je ocjenjen kao nedovoljno snažan za novog Focusa a 1,6 se smatrao kao minimum za normalno korištenje. Osim toga ovi motori su prilični potrošači, službena kombinirana potrošnja je 6,7 litara a u praksi 8,5 litara.
 1,6 Ti-VCT Duratec je posljednja nadogradnja Sigme, motor u drugoj generaciji Focusa razvija 115 ks i 155 Nm, no troši manje goriva i pruža bolji odaziv u odnosu na obični 1,6 100 ks Duratec.
1,8/2,0 Duratec HE

Duratec HE motori su bazirani na Mazdinim MZR motorima. Teže 109 kg, imaju 16 ventila, promjenjivi sustav usisa a radilicu pokreće lanac a ne remen kao u Sigmi. Rzvijaju 125/145 ks i 165/185 Nm okretnog momenta. S 2,0 motorom službeno ubrzanje do 100 km/h traje 9,2 sekunde.
2,5 Duratec ST / RS

Volvov modularni 5 cilindrični B5254T3 motor je u Focusu ST razvijao 225 ks, motor ima VVT odnosno variable valve timing i turbo. Blok motora je od lijevanog željeza a glava od aluminija, težina motora je 136 kg. Za Focus RS motor je dorađen na 305 ks pomoću Borg Warner K16 turbo sistema, povećanim intercoolerom te ostalim preinakama.
1,6 Duratorq

Ovaj motor je napravljen u suradnji s PSA grupom. Motor je DOHC i ima 16 ventila te je cijeli aluminijski i teži 107 kg. Opremljen je common-rail tehnologijom i razvija 90 i 109 ks i 215/240 Nm, ovisno o izvedbi.
1,8 Duratorq

Ovaj motor je nadograđeni dizel iz prve generacije, SOHC je konfiguracije ima 8 ventila i common-rail tehnologiju i cijeli je od lijevanog željeza. Teži 156 kg.
2,0 Duratorq

Motor je poput 1,6 modela napravljen u suradnji s PSA, teži 167,7 kg DOHC je konfiguracije i ima 16 ventila. Razvija 320 Nm a u overboost funkciji 340 Nm.

### Specifikacije
| Motor                | Mjenjač | Snaga (KS) | Okr. moment (Nm) | Grad     | Cesta   | Kombinirano | Max. brzina | 0-100 km/h u sek. |
| -------------------- | ------- | ---------- | ---------------- | -------- | ------- | ----------- | ----------- | ----------------- |
| 1,4 L Duratec        | 5M      | 80         | 124              | 8,9      | 5,4     | 6,6         | 164         | 14,1              |
| 1,6 L Duratec        | 5M/4A   | 100        | 150              | 8,7/10,3 | 5,5/5,8 | 6,7/7,5     | 180/172     | 11,9/13,6         |
| 1,6 L Ti-VCT Duratec | 5M      | 115        | 155              | 8,7      | 5,4     | 6,6         | 190         | 10,8              |
| 1,8 L Duratec        | 5M      | 125        | 165              | 9,5      | 5,6     | 7,0         | 198         | 10,3              |
| 2,0 L Duratec        | 5M/4A   | 145        | 185              | 9,8/11,2 | 5,4/6,1 | 7,1/8,0     | 206/195     | 9,2/10,7          |
| 1,6 L Duratorq       | 5M      | 90         | 215              | 5,6      | 3,8     | 4,5         | 177         | 12,6              |
| 1,6 L Duratorq       | 5M      | 100        | -                | 5,8      | 3,8     | 4,5         | 183         | 11,8              |
| 1,6 L Duratorq       | 5M      | 109        | 240 (260)*       | 5,8      | 3,8     | 4,5         | 188         | 10,9              |
| 1,8 L Duratorq       | 5M      | 115        | 280 (300)*       | 6,7      | 4,3     | 5,2         | 190         | 10,8              |
| 2,0 L Duratorq       | 6A      | 110        | -                | -        | -       | 5,9         | 186         | 11,6              |
| 2,0 L Duratorq       | 6M/6A   | 136        | 320 (340)*       | 7,0/-    | 4,5/-   | 5,5/-       | 203/200     | 9,3/9,6           |

- Overboost

### Mjenjači
| Ručni mjenjači                                           | Automatski mjenjači                       |
| -------------------------------------------------------- | ----------------------------------------- |
| Ford IB5 5 stupnjeva (1,4/1,6/1,8 benzinci)              | Ford 4F27E 4 stupnjeva (1,6/2,0 benzinci) |
| Ford Durashift MMT6 6 stupnjva (2,0 dizelaš)             | Ford Powershift 6 stupnjeva (2,0 dizelaš) |
| Ford MTX-75 5 stupnjeva (2,0 benzinac/ 1,6-1,8 dizelaši) |                                           |
| Ford M66 6 stupnjeva (2,5 benzinac)                      |                                           |

Ford IB5 ručni mjenjač je predstavljen 1998. godine u prvoj generaciji Focusa. Mjenjač nema sinkron za hod unatrag što ponekad stvara probleme. Platforma ovog mjenjača je IB4 mjenjač predstavljen u Fiesti 1976. godine, tako da naprimjer 1,6 100 ks focus ide jednakom brzinom u 4 i 5 brzini. Teži 40 kg.
Ford Durashift MMT6 je novi mjenjač u Ford modelima napravljen u suradnji s Getragom, teži 52 kilograma.
Ford Durashift M66 je novi mjenjač optimiziran za Focus ST.
Ford MTX-75 mjenjač je namijenjen jačim motorima, teži 50 kg.
Ford 4F27E mjenjač je napravljen u suradnji Forda i Mazde 2000. godine i Potpuno je elektronski.
Ford Powershift mjenjač s dvije spojke je napravljen u suradnji Ford-a i Getrag-a. Rad je sličan DSG mjenjačima. Ovaj mjenjač koristi Ford i Volvo modeli. Mjenjač koristi mokra kvačila dok verzija u američkoj Ford Fiesti koristi suha kvačila.

### Težina
| 3 vrata            | 5 vrata            | limuzina           | karavan            |
| ------------------ | ------------------ | ------------------ | ------------------ |
| Benzin             | Benzin             | Benzin             | Benzin             |
| 1,4 MT 1229        | 1,4 MT 1247        | 1,4 MT 1272        | 1,4 MT 1277        |
| 1,6 MT 1226        | 1,6 MT 1248        | 1,6 MT 1270        | 1,6 MT 1278        |
| 1,6 AT 1180        | 1,6 AT 1211        | 1,6 AT 1308        | 1,6 AT 1307        |
| 1,6 Ti-VCT MT 1239 | 1,6 Ti-VCT MT 1257 | 1,6 Ti-VCT MT 1280 | 1,6 Ti-VCT MT 1279 |
| 1,8 MT 1288        | 1,8 MT 1310        | 1,8 MT 1310        | 1,8 MT 1325        |
| 2,0 MT 1332        | 2,0 MT 1341        | 2,0 MT 1341        | 2,0 MT 1374        |
| 2,0 AT 1320        | 2,0 AT 1338        | 2,0 AT 1362        | 2,0 AT 1388        |
| Dizel              | Dizel              | Dizel              | Dizel              |
| 1,6 (90) MT 1334   | 1,6 (90) MT 1352   | 1,6 (90) MT 1376   | 1,6 (90) MT 1387   |
| 1,6 (109) MT 1333  | 1,6 (109) MT 1357  | 1,6 (109) MT 1376  | 1,6 (109) MT 1387  |
| 1,8 MT 1374        | 1,8 MT 1392        | 1,8 MT 1416        | 1,8 MT 1426        |
| 2,0 MT 1384        | 2,0 MT 1406        | 2,0 MT 1435        | 2,0 MT 1453        |

- Težina je prikazana u kilogramima
- Težina automobila može varirati ovisno o opremi

### Varijante
Focus ST

2005. godine izišao je ST model pogonjen 2,5 L turbo motorom snage 225 ks. Dostupan samo kao hatchback s 3 i 5 vrata. Na tržištu Australije i Novog Zelanda ST se zvao XR5 Turbo i mogao se kupiti samo u varijanti s 5 vrata.
Focus RS / RS500

2009. godine Ford je predstavio najjači Focus ikad. RS je svojih 305 ks prenosio na prednje kotače pomoću Quaife diferencijala i dorađenog prednjeg ovjesa. U recenzijama RS je na stazi bio lošiji od konkurenata ali na brdskim cestama je bio hvaljen. Godinu poslije predstavljen je RS500 s 350 ks limitiran na 500 komada.
Focus CC

Na tržište u listopadu 2006. godine došao je Focus CC. Dizajn je djelo Pininfarine. CC je dug 4509 mm a osnovna verzija s 100 ks 1.6 benzincem teži 1473 kg što je previše jer do 100 km/h je trebalo 13,6 sekundi. Najteži model s 136 ks 2,0 dizelašem ima ogromnih 1630 kilograma.
Focus ECOnetic

Prikazan na Frankfurt Motor Show-u u rujnu 2007. kao dio facelift game Focus ECOnetic je konkurent Volkswagenovom BlueMotion rangu. ECOnetic koristi 109 ks snažan 1,6 Duratorq motor s Diesel Particulate Filterom (DPF) i gumama niskog otpora kotrljanja i sportskim ovjesom. Potrošnja ovog modela je 4,3 litre na 100 kilometara a prosječne emisije CO2 plinova su 115g/km.

## Treća generacija Ford Focusa
Treća generacija je jedan od najvažnijih automobila u povijesti Forda. Ford je odlučio Focus napraviti globalnim modelom, odnosno automobilo praktički isti u svim dijelovima svijeta. Prikazan je u siječnju 2010. godine a u prodaji je od proljeća 2011. u Europi i Sjevernoj Americi. Razlika je u motorima, EU dobiva 1,6 atmnosferski i turbo motor a SAD dobiva novi dvolitreni atmnosferac snage 160 KS. Također karavan za sada neće biti u ponudi za SAD. Za razliku od prve i druge generacije kojoj je primarni cilj bio upravljivost Ford je odlučio s trećom generacijom otići korak dalje i skinuti Golf s trona kompaktne klase, za to je bilo potrebno mnogo rada pa je svojevremeno na novom focusu radilo preko 1500 ljudi. C1 platforma je odbačena a nova C-Global segment platform je donijela veći međuosovinski razmak i prednji te zadnji ovjes koji je olakšan u odnosu na C1, za sada novu platformu koristi Focus i C-MAX a možda je bude koristio i Linconov novi C model. Novi Focus je prostran u kabini dok je prtljažnik jedan od manjih u klasi, razlog tome je redizajniran Control-blade stražnji neovisni Fordov ovjes. Novi Focus je jako kvalitetno sastavljen koristeći kvalitetnije materijale u skupljim opremama. Buka u kabini je znatno manja od prošle generacije te je i udobniji. Naravno to se odrazilo na upravljivost. Focus je još uvijek najbolji vozački automobil u klasi ali udobnost je uzela danak pa mnogi novinari u recenzijama govore da se izgubilo ono malo vozačkog osjećaja. Još jedan razlog tomu je TVC - odnosno Torque Vectoring Control, sustav koji umjesto proklizavanja pogonskog kotača u okuki omogućuje grip i prenosi snagu motora na podlogu, drugi razlog je novi EPAS sustav skretanja volana.

Ford je najavio da neće biti CC i modela s 3 vrata, no također je najavio 10 vozila na novoj C-global platformi.

### Motori
1,0 Ecoboost

Ovo je najnoviji motor koji je razvio Ford. Ima tri cilindra i sve moderne tehnologije kao i 1.6 te 2.0 Ecoboost motori. Veličine je A4 papira a teži manje od 100 kg. Postoje dvije inačice ovog motora, 100 ks i 125 ks. Slabija inačica je uparena s mjenjačem s 5-stupnjeva prijenosa a jača sa 6-brzinskim mjenjačem. Ovaj motor ima i atmnosferske inačice, no one se ugrađuju u Ford Fiestu.
1,6 Sigma Ti-VCT

Ovaj motor je prenesen iz druge generacije te je prilagođen EU5 normama. Razvija 105/125 ks odnosno 150/159 Nm. Nekoliko mjeseci nakon početka prodaje Ford je dodao još slabiju inačicu snage 85 ks.
1,6 Ecoboost

Ovaj motor se bazira na gore navedenoj Sigmi 1,6 ali je nadograđen novim ECU-om, direktnim ubrizgavanjem goriva, Borg Warner KP39 low inertia turbo sistemom. Motor je aluminijski i teži 114 kg.
2,0 Ecoboost ST

Ovaj motor je također nov, predstavljen je u Mondeu i S-MAX-u a koriste ga i Volvo modeli ali u izvedbi s 203 i 240 ks. Premda je baziran na Duratec motoru nadograđen je u mnogim stvarima poput Ti-VCT tehnologije, novim usisom i ispuhom, novi ECU te direktno ubrizgavanje goriva. Fordovi inženjeri su htjeli motor koji se ponaša poput atmnosferskog odnosno da razvija snagu kroz svih 6000 o/min, to su postigli low-inertia turbocharging sistemom. Turbo je namijenjen da radi 10 godina odnosno 240000 km. Motor razvija 250 ks i 340 Nm od 2000 do 4500 o/min.
1,6 Duratorq

Ovaj motor je nadograđen iz druge generacije. Za razliku od prijašnjeg ovaj razvija 95/115 ks i 230/270 Nm. Razlika je u ventilima, novi motor je također DOHC ali ima 2 ventila po cilindru. Poput ostalih motora i ovaj je prilagođen euro 5 normi. Ostale stvari poput Bosch ECU-a aluminijske konstrukcije, radilice pokretane remenom i lancom su ostale iste kao u prijašnjoj generaciji.
2,0 Duratorq

2,0 je također nadograđen iz prošle generacije. Novine su smanjena kompresija, povećanje snage pa sada je dostupan u tri inačice - 115/140/163 ks koje razvijaju 300/320/340 Nm. Motor je dobio i novi ECU te je prilagođen euro 5 normi.
1,8 Duratorq više nije u ponudi.

### Specifikacije
| Motor                | Mjenjač | Snaga (KS) | Okr. moment (Nm) | Grad | Cesta | Kombinirano | Max. brzina | 0-100 km/h u sek. |
| -------------------- | ------- | ---------- | ---------------- | ---- | ----- | ----------- | ----------- | ----------------- |
| 1,0 L Ecoboost       | 5M      | 100        | 170              | 6,0  | 4,2   | 4,9         | 187         | 12,6              |
| 1,0 L Ecoboost       | 6M      | 125        | 170              | 6,4  | 4,4   | 5,1         | 195         | 11,4              |
| 1,6 L Ti-VCT Duratec | 5M      | 85         | 141              | 8,0  | 4,7   | 5,9         | 170         | 14,9              |
| 1,6 L Ti-VCT Duratec | 5M      | 105        | 150              | 8,1  | 4,8   | 6,0         | 189         | 12,4              |
| 1,6 L Ti-VCT Duratec | 5M      | 125        | 159              | 8,1  | 4,8   | 6,0         | 195         | 11,2              |
| 1,6 L Ecoboost       | 6M      | 150        | 240              | 7,7  | 5,0   | 6,0         | 212         | 8,7               |
| 1,6 L Ecoboost       | 6M      | 180        | 240              | 7,7  | 5,0   | 6,0         | 224         | 8,0               |
| 1,6 L Duratorq       | 6M      | 95         | 230              | 5,1  | 3,7   | 4,2         | 182         | 12,6              |
| 1,6 L Duratorq       | 6M      | 115        | 270              | 5,1  | 3,7   | 4,2         | 195         | 11,0              |
| 2,0 L Duratorq       | 6A      | 115        | 300              | 6,8  | 4,4   | 5,3         | 198         | 11,0              |
| 2,0 L Duratorq       | 6M      | 140        | 320              | 6,3  | 4,2   | 5,0         | 209         | 9,0               |
| 2,0 L Duratorq       | 6A      | 140        | 320              | 6,8  | 4,4   | 5,3         | 207         | 9,6               |
| 2,0 L Duratorq       | 6M      | 163        | 340              | 6,3  | 4,2   | 5,0         | 220         | 8,7               |
| 2,0 L Duratorq       | 6A      | 163        | 340              | 6,8  | 4,4   | 5,3         | 217         | 9,0               |

### Mjenjači
| Ručni mjenjači                                                              | Automatski mjenjači                       |
| --------------------------------------------------------------------------- | ----------------------------------------- |
| Ford IB5 5 stupnjeva (1,6 85/105/125/ 1.0 Ecoboost 100 benzinci)            | Ford Powershift 6 stupnjeva (2,0 dizelaš) |
| Ford Durashift B6 6 stupnjva (1,6 Ecoboost/ 1.0 Ecoboost 125/ 1,6 Duratorq) |                                           |
| Ford Durashift MMT6 6 stupnjeva (2,0 dizelaši)                              |                                           |
| Ford 6 stupnjeva (2,0 Ecoboost ST)                                          |                                           |

Ford Durashift B6 je novi mjenjač optimiziran za 1,6 Ford EcoBoost i Ford Duratorq motore.

### Težina
| 5 vrata                     | limuzina             | karavan              |
| --------------------------- | -------------------- | -------------------- |
| Benzin                      | Benzin               | Benzin               |
| 1,0 (100) Ecoboost MT 1276  | 1,0 Ecoboost MT 1302 | 1,0 Ecoboost MT 1313 |
| 1,0 (125) Ecoboost MT 1278  | 1,0 Ecoboost MT 1306 | 1,0 Ecoboost MT 1316 |
| 1,6 (85/105) Ti-VCT MT 1270 | 1,6 Ti-VCT MT 1290   | 1,6 Ti-VCT MT 1307   |
| 1,6 (125) Ti-VCT MT 1276    | 1,6 Ti-VCT MT 1296   | 1,6 Ti-VCT MT 1312   |
| 1,6 (150) Ecoboost MT 1333  | 1,6 Ecoboost MT 1340 | 1,6 Ecoboost MT 1358 |
| 1,6 (182) Ecoboost MT 1333  | 1,6 Ecoboost MT 1340 | 1,6 Ecoboost MT 1358 |
| Dizel                       | Dizel                | Dizel                |
| 1,6 (95) MT 1338            | 1,6 (95) MT 1345     | 1,6 (95) MT 1362     |
| 1,6 (115) MT 1344           | 1,6 (115) MT 1350    | 1,6 (115) MT 1367    |
| 2,0 (115) AT 1461           | 2,0 (115) AT 1468    | 1,8 MT 1485          |
| 2,0 (140) MT/AT 1421/1461   | 2,0 MT 1429/1468     | 2,0 MT 1446/1485     |
| 2,0 (163) MT/AT 1421/1461   | 2,0 MT 1429/1468     | 2,0 MT 1446/1485     |

- Težina je prikazana u kilogramima
- Težina automobila može varirati ovisno o opremi

### Varijante
Focus ST

Kao u prethodnim generacijama i ova ima svoju sportsku ST verziju. Dostupna ju u cijelom svijetu od 2012. godine. Pokretan je 2,0 Ecoboost motorom snage 250 KS uparenim s 6 brzinskim ručnim mjenjačem. ST inačica je dostupna u karoserijskoj izvedbi s 5 vrata te kao karavan.
| Motor             | Mjenjač | Snaga (KS) | Okr. moment (Nm) | Grad | Cesta | Kombinirano | Max. brzina | 0-100 km/h u sek. |
| ----------------- | ------- | ---------- | ---------------- | ---- | ----- | ----------- | ----------- | ----------------- |
| 2,0 L Ecoboost ST | 6M      | 250        | 360              | 9,9  | 5,6   | 7,2         | 248         | 6,5               |

Focus ECOnetic

ECOnetic je predstavljen 6. travnja 2011. godine.   Arhivirana inačica izvorne stranice od 9. travnja 2011. (Wayback Machine)Pokretan je izmijenjenim 1,6 Duratorq motorom snage 105 ks, potrošnja na 100 km je od 3,4 do 3,7 litre ovisno o izvedbi a emisija štetnih plinova je ispod 100 g/km. Ostale stvari za smanjenje potrošnje su gume manjeg otpora kotrljanja, prednji ActiverGrill sustav branika koji usmjerava zrak, optimizirani mjenjač, auto start-stop sistem te ostale stvari.
Focus Electric

Nova generacija Focusa će se u SAD-u prodavati u električnoj varijanti. Pokretana je 23 kWh lithium-ion baterijom (proizvođač - LG Chem/Compact Power) i electric propulsion systemom proizvođača Magna International. Mjenjač je jednobrzinski. Bateriji treba 6 sati za potpuno punjenje a automobil može putovati 160 kilometara.
Focus Race Car concept

Race Car concept je olakšana verzija Focusa s tuniranim ovjesom i kočnicama, pokretana 2.0 Ecoboost motorom. Prilagođen je FIA's Super 2000 touring car klasi.